# Reakce dietní Coca-Coly a Mentosu

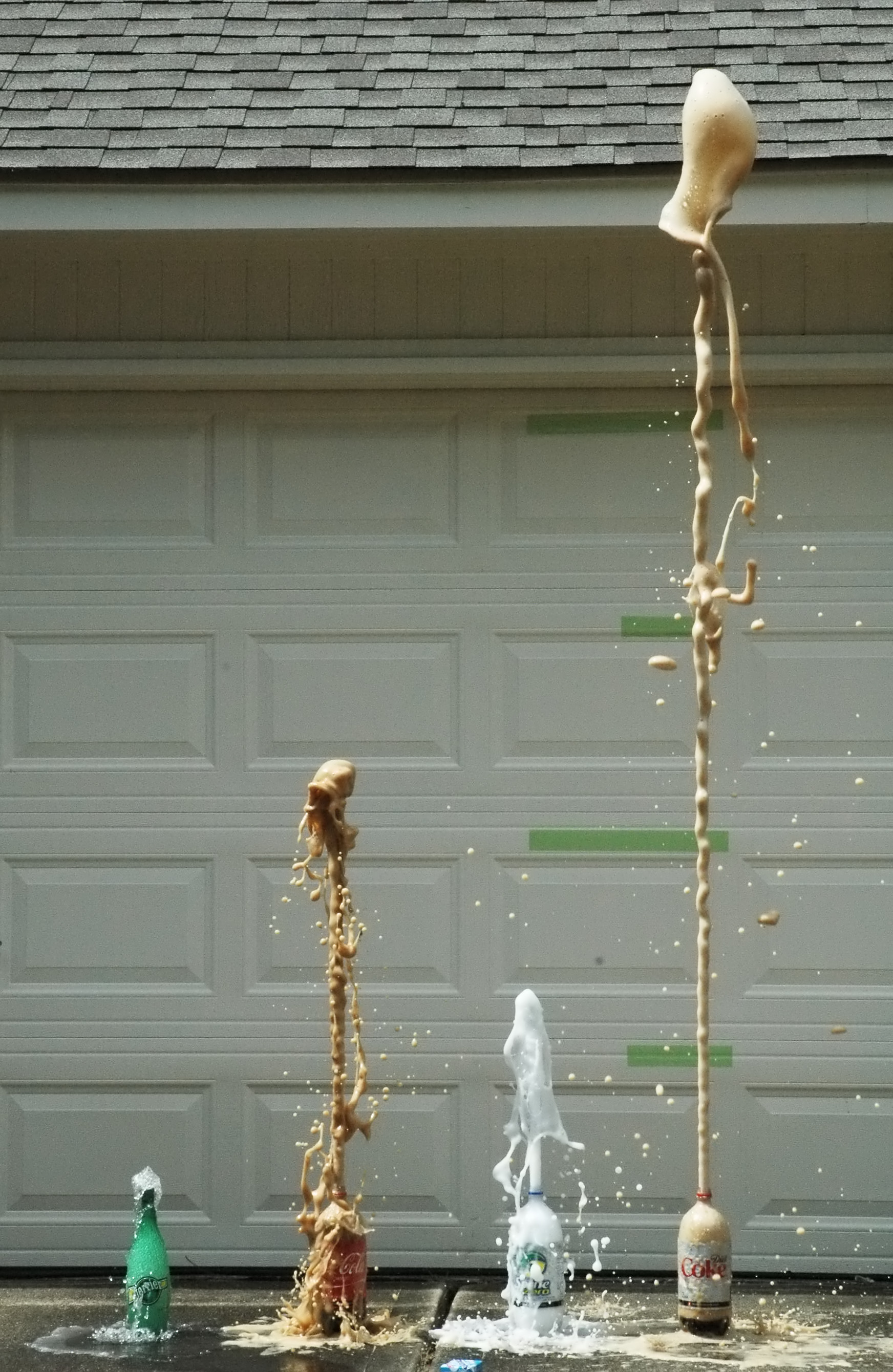
Zleva doprava: Reakce pěti dropsů Mentos s nápoji: Perrier, klasickou Colou, Spritem a dietní Colou.

Reakce dietní Coca-Coly a žvýkacích bonbonů Mentos je prudká reakce (v angličtině popisovaná slovy eruption nebo geyser), která se spustí okamžitě po vhození bonbónů Mentos do nápoje.

## Příčiny

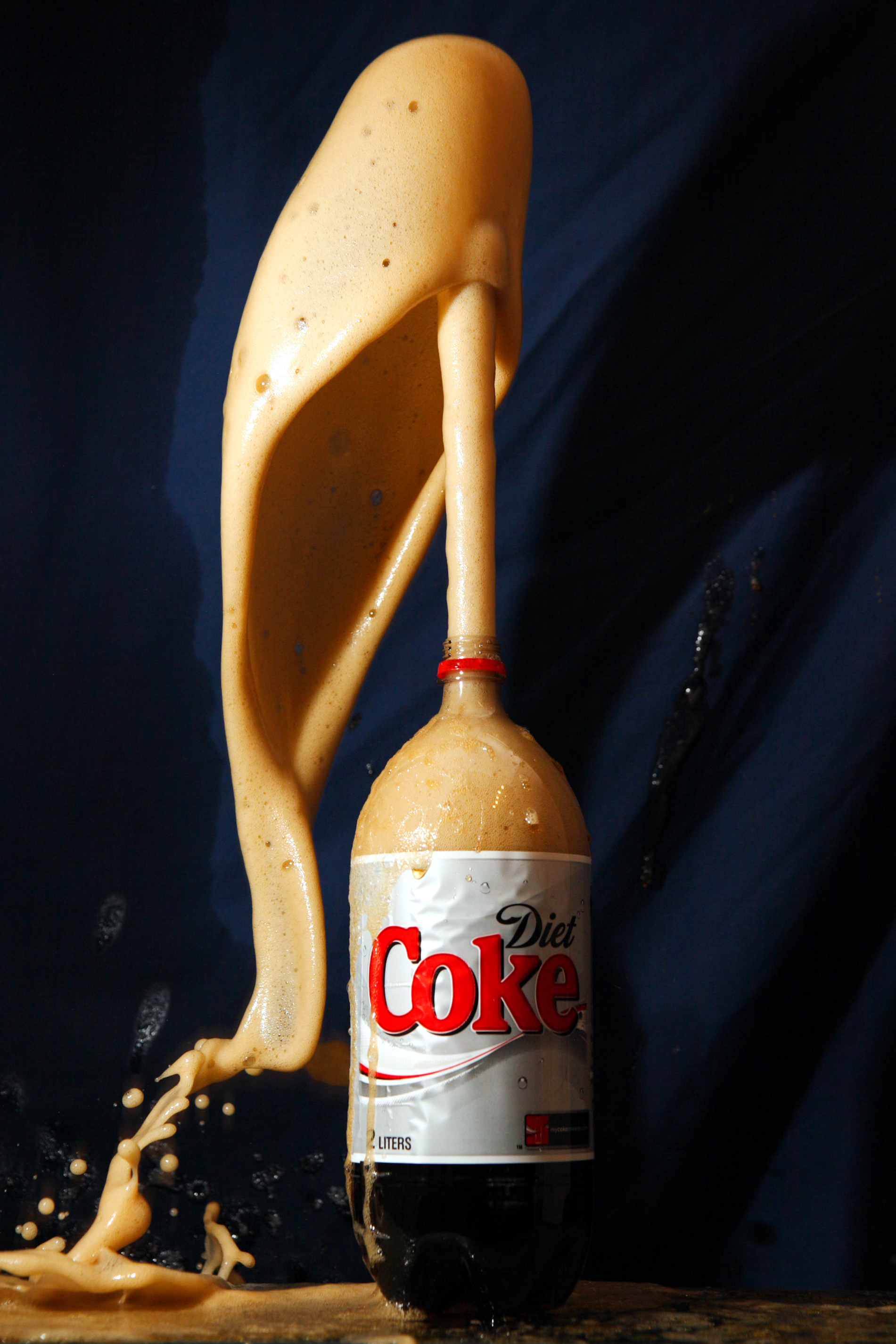
Gejzír dietní Coly po vhození Mentosu

Klíčovou roli při reakci hraje povrch bonbónů. Je nerovný a posetý malými póry, jejichž množství zvyšuje velikost povrchu, na kterém může docházet k uvolňování rozpuštěného oxidu uhličitého z nápoje. Póry působí jako katalyzátor reakce, probíhá na nich přechod kyseliny uhličité H2CO3 (rozpuštěný CO2) na plynný CO2 a vytváří především nukleační centra pro vznik bublinek oxidu uhličitého, které vyvolávají efektní pěnový gejzír. Toto vysvětlení mimo jiné potvrzuje to, že se pH Coly po provedení této reakce nemění a zůstává stále kolem 3, nepotvrdily se tak původní spekulace o tom, že podstatným prvkem je reakce kyseliny a zásady.
Explozivní průběh reakce podporují dva další faktory. V Cole Light je obsažené umělé sladidlo aspartam, které snižuje její povrchové napětí, a tím usnadňuje tvorbu bublinek oxidu uhličitého. Povrchové napětí dále snižuje arabská guma použitá v bonbonech.
Nejefektnější gejzír vzniká, pokud Cola Light reaguje s mátovými Mentos, které nemají voskovitou vrstvu na svém povrchu, ovocné Mentos pokryté touto vrstvou s Colou prakticky nereagují. Pokud se ale využije varianta ovocných Mentos bez této vrstvy, tak probíhá reakce se stejnou intenzitou, i když ovocné Mentos vypadají na pohled více hladce, na mikroskopické úrovni je jejich hrubost srovnatelná s mátovými Mentos. Gejzír pak tryská až do sedmimetrové výše. Stejně dobře přitom funguje Cola Light bez kofeinu – ani kofein tedy nemá na reakci zásadní vliv.
Tento jev byl popularizován roku 2006 v seriálu Bořiči mýtů, kde správně popsali podstatu jevu, vědecky byl popsán při studentské práci na Appalačské státní univerzitě, ve které bylo analyzováno povrchové napětí kapaliny, hrubost testovaných látek (pomocí elektronového mikroskopu), vliv teploty a dalších podmínek na průběh reakce.